# جوزيف أوبيرت
جوزيف أوبيرت (بالفرنسية: Joseph Aubert)‏ هو رسام فرنسي، ولد في 20 أغسطس 1849 في نانت في فرنسا، وتوفي في 1 مايو 1924 في نويي-سور-سين في فرنسا.